# Soňa Norisová
Soňa Norisová (* 27. srpna 1973 Malacky) je slovenská herečka dlouhodobě působící i v České republice, sestra herečky a zpěvačky Zuzany Norisové. Věnuje se také dabingu. Je členkou hudební skupiny Fragile.

## Filmografie
- 2001 Rebelové (Alžběta)
- 2001 Ticho po bouřce (Simona)
- 2002–2005 Sue Thomas: F.B.Eye (dabing Sue Thomas)
- 2007 Václav (Lída)
- 2009 Přešlapy (Karolína)
- 2011 Policie Modrava (kpt. Jana Vinická) – natočeno 2008, premiéra 9. 10. 2011
- 2012 Ve stínu (Jitka Haklová)
- 2015 Americké dopisy (Josefína Kounicová) – Česká televize[2]
- 2016 V.I.P. vraždy (Klaudie Wolfová)
- 2025 Sľub (Marcela Bartošová) – TV Markíza

## Diskografie

### Diskografie s Fragile
- 2007 Voice Mail – Musica Tyrnaviensis EAN 8 588003 396082, CD
- 2009 Vianoce – Fragile – CD, príloha časopisu Plus 7 dní[3]

### Kompilace (výběr)
- 2000 Soľ nad zlato – Rozprávky s Markízou – Forza Music [4][5]
- 2007 Veľkí herci spievajú deťom – Kniha s CD – Enigma, ISBN 978-80-969830-0-1 (na CD zpívají: Milan Lasica, Maroš Kramár, Marián Labuda ml., Boris Farkaš, Zuzana Kronerová, Ondrej Kovaľ, Zuzana Tlučková, Soňa Norisová, František Kovár, Helena Krajčiová)